# Monaster Rożeński
Monaster Rożeński (bułg. Роженски манастир) – to największy prawosławny monaster w górach Piryn, w południowo-zachodniej Bułgarii (zaledwie kilka kilometrów od Melnika). Jest jednym z nielicznych średniowiecznych monastyrów zachowanych na terenie kraju. Według źródeł pochodzących z Athos, został wybudowany w 890. W pobliżu znajduje się grób bułgarskiego rewolucjonisty Jane Sandanskiego.

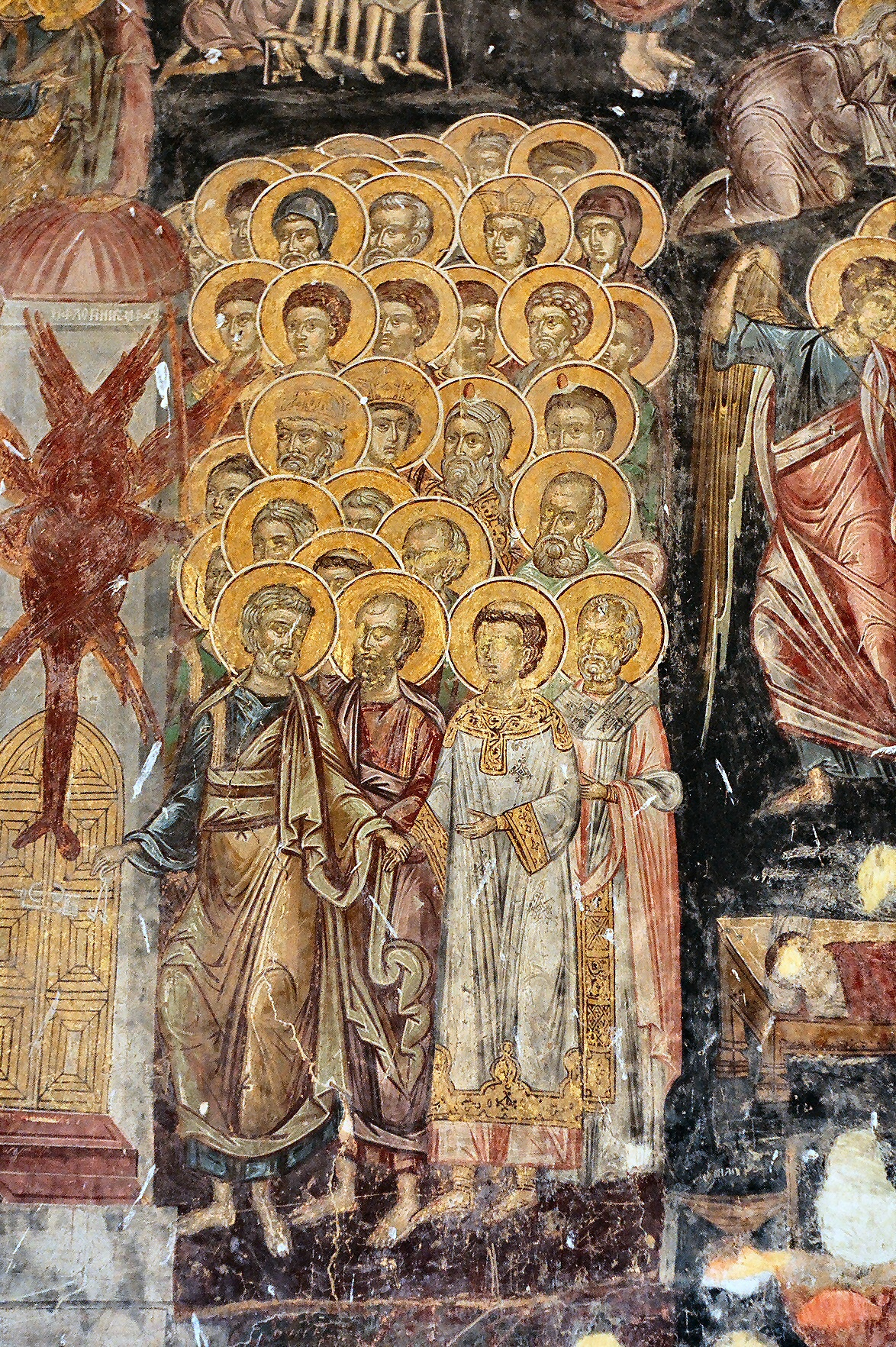
Jeden z licznych fresków na ścianach Monastyru